# Сава Сръбски
Вижте пояснителната страница за други личности с името Сава.
Свети Сава, роден Растко Неманич, е сръбски духовник, просветен деец и дипломат. Бори се за независимостта на Сръбската православна църква и е първият неин архиепископ (1219 – 1233 г.). Впоследствие е канонизиран.

## Биография
Според различни източници е роден 1169 г. или 1175 г. в Рас, столицата на Велико княжество Сърбия (близо до днешния град Нови пазар в Сърбия) като Растко Неманич, най-младият син на сръбския велик жупан Стефан Неманя. Най-големият му брат Вукан е жупан на Зета, Требине (Травуния), може би и Топлица – района на река Топлица (ляв приток на Българска Морава) и Метохия. Другият му брат Стефан Първовенчани е сръбски велик жупан (от 1196 г.) и крал (от 1217 г.). Умира през 1236 г. в Търново – столицата на Второто българско царство.

## Дела
Растко Неманич е назначен за жупан на Хум (Херцеговина), когато е на 15 години. На 16 години постъпва в руския манастир „Св. Пантелеймон“ (известен още като „Русико“) в Света гора, дн. Гърция, а по-късно в гръцкия манастир „Ватопед“, където става монах. През 1208 г. се връща в средновековна Сърбия, за да прекрати гражданската война между братята си Стефан и Вукан. След това развива важна просветна дейност в тогавашна Сърбия. През 1214 г. е изпратен от брат си Стефан да преговаря с българския севастократор Стрез за невключването му към българо-латинската коалиция срещу Сърбия, и когото се предполага, че е убил. Той През 1217 г. отново отпътува до Атон.

## Архиепископ
През 1219 г. Сава става първи архиепископ на Рашка, след като извоюва автокефалността на сръбската църква, а през 1221 г. коронясва своя брат Стефан за крал. Сава остава архиепископ до 1233 г., когато предава своя пост в ръцете на своя ученик Арсений Сремски.

## Мисия
В края на живота си Сава предприема мащабна мисия. За периода 1232 – 1233 г. той посещава патриарсите на Йерусалим, Антиохия и Александрия. На връщане от Йерусалим към родината си Сава приема поканата на българския цар да посети Търново и пристига в българската престолнина през януари 1235 г. (според други източници – през 1236 г.). В Търново Сава е посрещнат с почести и взима участие във Великия богоявленски водосвет на река Янтра . Тогава той се простудява тежко и след кратко боледуване умира на 12/14 януари от пневмония. Първоначално е погребан в църквата „Св. Четиридесет мъченици“ в Търново, но на 6 май 1237 г. мощите му са пренесени в Милешевския манастир в Рашка.

## Мощи
Мощите на св. Сава са изровени по нареждане на Синан паша и изгорени на централния площад в Белград на 27 април 1594 г. Днес са запазени два реликвария с част от мощите на светеца – една мощохранилница с ръката на светеца, от която липсва малкият пръст, се съхранява в манастира „Св. Троица“ в Плевля, Черна Гора, и още една – в Самоковския девически манастир „Покров Богородичен“ (бил в диоцеза на Печката патриаршия), която съхранява именно този пръст .
През XX век в Белград е построен храм-паметник „Свети Сава“ в негова чест.

## Значение
Най-значимото дело на Растко Неманич е съграждането на Хилендарския манастир в Света гора (заедно с баща си Стефан Неманя, приел монашеството под името Симеон), на манастира Жича в Сърбия (до 1253 г. седалище на архиепископията – впоследствие след пожар се мести в Печ), на несъществуващия днес манастир „Св. Архангел“ в Йерусалим, а също и на несъществуваща днес болница за православните поклонници в Акра.

### светско
Сред писателската му дейност са житието за починалия му баща Стефан Неманя – Св. Симеон – „Житие на Св. Симеон“, хилендарския и студеничкия типики, както и „Номоканон“ – първият писан сръбски сборник от закони.

### духовно
Според Радослава Трифонова, преди да бъде ръкоположен като архиепископ, св. Сава е игумен на манастир Студеница. Според същия източник манастир Милешева се развива като книжовно средище благодарение на култа към сръбския светец.

### национално
Днес сръбската църква почита паметта му на 27 януари (14 януари стар стил), известен в Сърбия като „Савинден“. Денят е също празник в сръбските училища.
Кръсте Мисирков пише своята статия „Св. Сава – сръбска слава“ иронизирайки тогавашните идеи в сръбската история.